# Cádiz (Weinbaugebiet)
Cádiz ist ein Weinbaugebiet, welches sich über große Teile der andalusischen Provinz Cádiz im Süden Spaniens erstreckt.

## Lage und Herkunftsbezeichnung
Der im Weinbaugebiet Cádiz produzierte Wein ist nach dem spanischen System als Vino de la Tierra (kurz VdlT; spanisch für Landwein) klassifiziert, was im europäischen System der Herkunftsbezeichnungen einer geschützten geografischen Angabe (kurz g.g.A.; spanisch Indicación Geográfica Protegida, kurrz IGP) entspricht.
Zugelassen für den Anbau und die Produktion sind die Gemeinden Arcos de la Frontera, Chiclana de la Frontera, Chipiona, El Puerto de Santa María, Jerez de la Frontera, Prado del Rey, Puerto Real, Rota, Sanlúcar de Barrameda, Trebujena, Olvera, Setenil, Villamartín, Bornos und San José del Valle.
Einige der Gemeinden sind auch für die Produktion von Sherry D.O., einer anderen Herkunftsbezeichnung, zugelassen. Deshalb sind 812 der 1015 Hektar Rebfläche sowohl für die Produktion von Cádiz-Landweinen als auch für die Produktion von Weinen mit Sherry D.O. zugelassen. Nur 203 Hektar der Gesamtfläche sind ausschließlich für die Produktion von Cádiz-Landweinen zugelassen.

## Weine
Es werden Weißweine, Rotweine und Roséweine produziert, während die ersten beiden Typen im Holzfass reifen gelassen werden dürfen. Likörweine mittels Aufspritung sind nicht zulässig.
Zugelassene rote Rebsorten sind Petit Verdot, Cabernet Franc, Syrah, Cabernet Sauvignon, Merlot, Monastrell, Mollar Cano, Graciano, Garnacha Tinta, Tempranillo und Tintilla de Rota (Synonym für Graciano).
Bei den weißen Sorten dürfen Sauvignon Blanc, Perruno, Palomino, Pedro Ximénez, Riesling, Moscatel de Alejandria, Montúa, Macabeo, Garrido Fino, Verdejo und Chardonnay verwendet werden.